# TT238
La tombe thébaine TT 238 est située à El-Khokha, dans la nécropole thébaine, sur la rive ouest du Nil, face à Louxor en Égypte.
C'est la tombe d'un dénommé Néferoueben, majordome royal à la XVIIIe dynastie.